# اللاسياسية
اللاسياسية هي لا مبالاة أو النفور أتجاه أي أنتماء سياسي. يمكن وصف شخصٍ ما بلاسياسي إذا كان غير مهتم أو غير منخرط بالسياسة. قد يشير أيضاً كون الشخص لا سياسياً إلى حالات حيث يتخذ الناس موقف محايد بما يتعلق بالمواضيع السياسية. يعرف قاموس كولينز الإنجليزي اللاسياسي كونه «محايد سياسياً؛ بلا مواقف، قناعات، أو تحيزات سياسية».